# Apalharpactes reinwardtii
Harpactes reinwardtii là một loài chim trong họ Trogonidae.
Loài này đã từng được xếp chung với nuốc Sumatra thành một loài nhưng chúng khác nhau về kích thước, trọng lượng và bộ lông nên người ta đã tách ra. 
Đây là loài đặc hữu phía tây Java của Indonesia. 
Môi trường sinh sống tự nhiên của chúng là rừng núi ẩm nhiệt đới hoặc cận nhiệt đới. Loài này bị đe dọa mất nơi sống.